# Covarianza e controvarianza (informatica)
In informatica, covarianza e controvarianza sono proprietà che caratterizzano alcuni operatori sui tipi. Un operatore è covariante se conserva la relazione di sottotipo, controvariante se la inverte. Prendono il nome dalle omonime proprietà dei funtori in teoria delle categorie.

## Definizione
Un operatore F è covariante se F<T'> ≤ F<T> quando T' ≤ T. Analogamente, F è controvariante se F<T> ≤ F<T'> quando T' ≤ T. Un operatore è detto invariante se non è né covariante né controvariante.
Varianza e controvarianza sono caratteristiche degli operatori sui tipi che hanno uno o più parametri di tipo e producono un nuovo tipo. Non devono essere confuse con l'ereditarietà dei tipi in sé (es. non ha senso dire che un tipo è covariante o controvariante) o con la compatibilità tra tipi nell'assegnamento (es. in molti linguaggi a oggetti, un oggetto di un sottotipo è sempre assegnabile ad una variabile di un supertipo).

## Esempi

### Covarianza
Tipicamente, operatori che possono solo leggere oggetti del parametro di tipo possono essere covarianti. Ad esempio in C#, IEnumerable è covariante e un contenitore enumerabile di un sottotipo (es. IEnumerable<string>) può essere assegnato ad una variabile il cui tipo è un contenitore enumerabile di un suo supertipo (es. IEnumerable<object>).
 Questo perché i metodi di IEnumerable possono leggere oggetti dal contenitore ma non scriverli, quindi non c'è rischio di compiere operazioni non typesafe.
```
// Covarianza

IEnumerable
<
string
>
 
strings
 
=
 
new
 
List
<
string
>
();

IEnumerable
<
object
>
 
objects
 
=
 
strings
;
 
// assegnamento valido, IEnumerable<string> è un sottotipo di IEnumerable<object>

```

### Controvarianza
Analogamente, operatori che possono solo scrivere oggetti del parametro possono essere controvarianti. Ad esempio in C#, template come Action<> sono controvarianti, in quanto un'azione definita ad esempio su un oggetto può essere eseguita su una stringa, ma non viceversa.
```
// Controvarianza

// assumendo che esista il metodo `static void SetObject(object o) { }'

Action
<
object
>
 
actObject
 
=
 
SetObject
;

Action
<
string
>
 
actString
 
=
 
actObject
;
 
// assegnamento valido, Action<object> è un sottotipo di Action<string>

```

### Array e contenitori generici
Contenitori generici i cui elementi possono essere modificati sono intrinsecamente nonvarianti, e nei linguaggi in cui sono considerati covarianti questo può permettere operazioni non-typesafe che possono generare errori a runtime.
```
object
[]
 
array
 
=
 
new
 
String
[
10
];
 
// String[] è un sottotipo di object[]

array
[
0
]
 
=
 
10
;
 
// genera un'eccezione a runtime

```

### Funzioni
L'operatore funzione è tipicamente controvariante negli argomenti e covariante nei valori di ritorno, ovvero è typesafe sostituire una funzione S1 -> T1 con un'altra S2 -> T2 (ovvero S2 -> T2 ≤ S1 -> T1) se essa accetta argomenti di un supertipo (S1 ≤ S2) e restituisce valori di un sottotipo (T2 ≤ T1).
Usando le regole di inferenza, abbiamo:
{\displaystyle S_{2}\leq S_{1}\quad T_{1}\leq T_{2} \over S_{1}\rightarrow T_{1}\leq S_{2}\rightarrow T_{2}}
Tale regola è stata formalizzata da John C. Reynolds e resa popolare da un articolo di Luca Cardelli.
Alcuni linguaggi fanno eccezione, ad esempio in Eiffel la specializzazione dei metodi è covariante negli argomenti. Questo crea quello che nella comunità Eiffel è noto come "catcall problem", che viola il principio di sostituzione di Liskov e rompe la sicurezza rispetto ai tipi del linguaggio, ma viene considerata dagli autori una caratteristica utile per tradurre in codice i requisiti di un progetto, e sono state proposte e implementate varie tecniche di analisi statica per porre rimedio al problema.